# Malrotația intestinală
Malrotația intestinală este o anomalie congenitală de rotație a intestinului mijlociu. Apare în timpul primului trimestru, deoarece intestinul fetal suferă o serie complexă de creștere și dezvoltare. Malrotația poate duce la o complicație periculoasă numită volvulus.
Malrotația se poate referi la un spectru de poziționare intestinală anormală, care include adesea:
- intestinul subțire se găsește predominant pe partea dreaptă a abdomenului
- cecumul deplasat din poziția sa obișnuită în cadranul inferior drept în epigastru sau în hipocondriul drept
- un ligament absent sau deplasat al lui Treitz
- benzi peritoneale fibroase numite benzile lui Ladd care se deplasează pe porțiunea verticală a duodenului
- un mezenterie neobișnuit de îngust, asemănător cu tulpina

Poziția intestinelor, mezenteria îngustă și benzile Ladd pot contribui la mai multe afecțiuni gastrointestinale severe. Mezenteria îngustă predispune la unele cazuri de malrotație la volvul intestinului mijlociu, o răsucire a întregului intestin subțire care poate obstrucția vaselor de sânge mezenterice care duc la ischemie intestinală, necroză și moarte, dacă nu este tratată prompt. Benzile fibroase Ladd pot constrânge duodenul, ducând la obstrucția intestinală.